# Алуніш (Молдова)
Алуніш (рум. Aluniș) — село в Ришканському районі Молдови. Розташоване у південній частині району, за 16 км від районного центру — міста Ришканів та за 35 км від залізничної станції Бєльців. Утворює окрему комуну.

## Історія
Вперше згадується у документах XVIII століття.

### Радянська доба
За часів Ралянського Союзу село було центром Алуніської сільської ради Ришканського району Молдавської РСР. В селі розміщувалась центральна садиба колгоспу «Вяца ноуе». 1979 року господарство виробило валової продукції на 2,0 мільйона карбованців, реалізувало на 2,3 мільйона карбованців, у тому числі технічних культур на 963 тисячі карбованців, продукції тваринництва на 707 тисяч карбованців, зернових культур на 335 тисяч карбованців, винограду і фруктів на 102 тисячі карбованців, овочів і картоплі на 81 тисячу карбованців. Чистий дохід склав 285 тисяч карбованців, основні фонди — 2,2 мільйона карбованців. Колгосп обслуговувався технікою районного об'єднання х механізації та електрифікації сільськогосподарського виробництва. На 1 січня 1980 року в господарстві було 24 вантажних автомобіля.
Станом на початок 1980-х років в селі працювали восьмирічна школа, клуб з кіноустановкою, бібліотека, фельдшерсько-акушерський пункт, два дитячих садка, магазини, відділення зв'язку.